# حركة منتج واحد لقرية واحدة
حركة منتج واحد لقرية واحدة (一村一品運動 Isson Ippin Undō) (OVOP) هو برنامج للتنمية الإقليمية في اليابان. وقد بدأ في محافظة أويتا عام 1979 عندما دعم الحاكم في ذلك الوقت موريهيكو هيراماتسو البرنامج. بدأ التنفيذ في عام 1980. وقد أنتجت المجتمعات بشكل انتقائي السلع ذات القيمة المضافة العالية. وتنتج القرية الواحدة منتجًا واحدًا تنافسيًا وأساسيًا باعتباره عملاً تجاريًا لكسب إيرادات المبيعات لتحسين مستوى المعيشة لسكان تلك القرية. ومن بين هذه المنتجات فطر شيتاكي، وليمون كابوسي، ويوسفي ميكان الذي يزرع في الدفيئة الزجاجية، ولحم البقر، وأسماك أجي، ومشروب الشعير شوتشو. وقد تم اختيار أكثر من 300 منتج.
افتتح رئيس وزراء تايلاند تاكسين شيناواترا برنامجًا مماثلاً، وهو تامبون واحدة منتج واحد.